# Martin Stelzer
Martin Stelzer (30 de janeiro de 1815, Dobřany - 3 de agosto de 1894, Pilsen) foi um arquiteto, construtor, formado em tecnologia de fabricação de cerveja de nacionalidade alemã que construiu centenas de casas em Pilsen além de peça fundamental para a criação da cerveja estilo Pilsen.

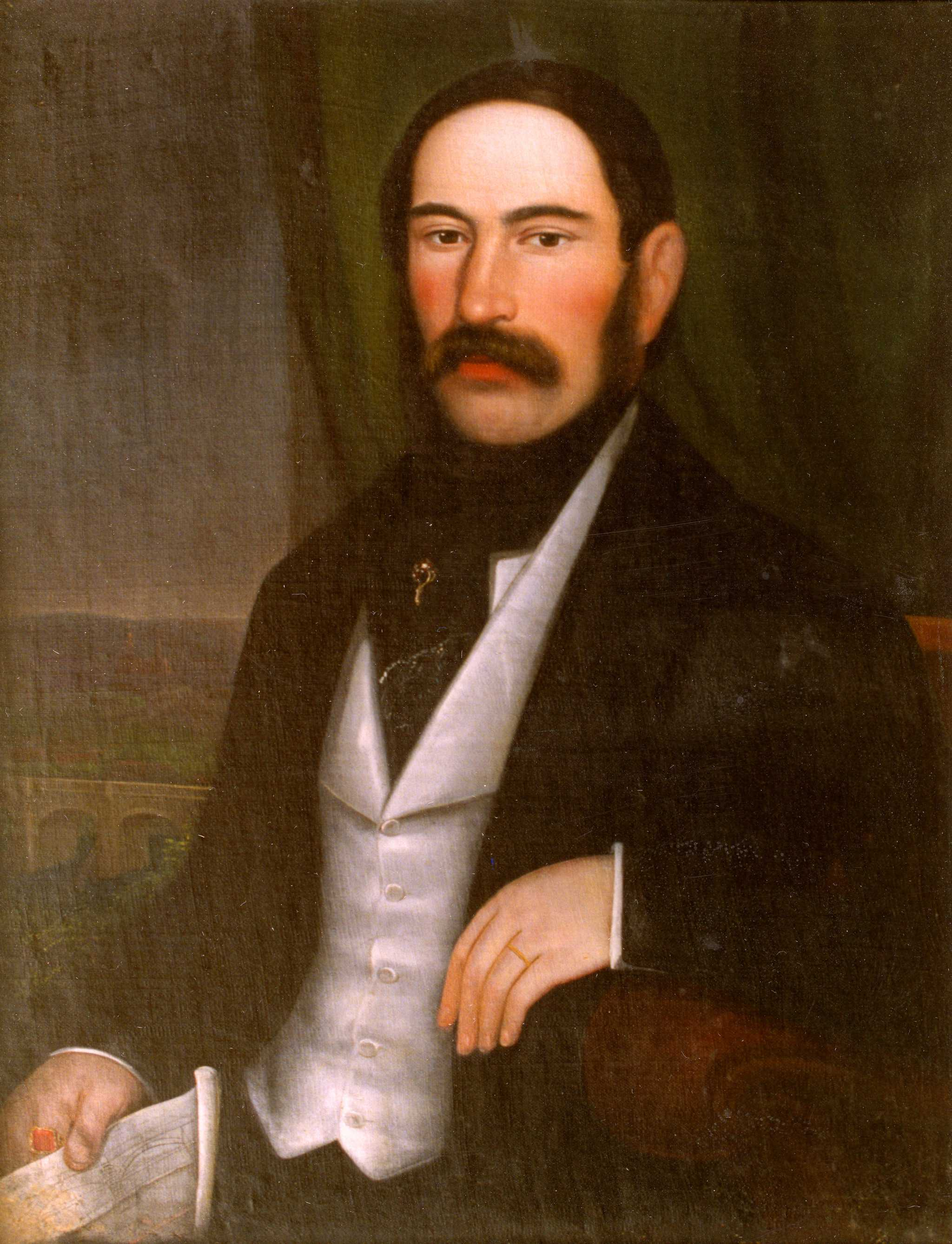

Ele ficou entre outros Bürgerbrauerei em Pilsen, que é atualmente a mundialmente famosa cerveja Prazdroj (Pilsner Urquel) e Gambrinus. Entre suas obras mais importantes, pode-se mencionar a antiga sinagoga (pequeno) em Pilsen, Little Theatre (O Goethe Street, que foi demolido onde hoje fica o Commercial Bank) é a  pedra Saxon ponte nos subúrbios de Roudná que é uma raridade. 